# Quentalia crenulosa
Quentalia crenulosa is een vlinder uit de familie van de echte spinners (Bombycidae). De wetenschappelijke naam van de soort is voor het eerst geldig gepubliceerd in 1918 door Harrison Gray Dyar.